# The Great White (Morey’s Piers)
The Great White in Morey’s Piers (Wildwood, New Jersey, USA) ist eine Holzachterbahn des Herstellers Custom Coasters International, die am 10. Juni 1996 eröffnet wurde. Beim Bau kam die so genannte Hybrid-Technik zum Einsatz. Das bedeutet, dass zwar die Strecke selbst aus Holz ist, die Stützen jedoch aus Stahl gebaut sind.
Die 1005,8 m lange Bahn, die sich am Wild Wheels Pier befindet, startet mit einer Abfahrt in einen Tunnel unter der Promenade, bevor der 33,5 m hohe Lifthill erreicht wird.

## Züge
The Great White besitzt zwei Züge des Herstellers Philadelphia Toboggan Coasters mit jeweils sechs Wagen. In jedem Wagen können vier Personen (zwei Reihen à zwei Personen) Platz nehmen.